# Jota Abril
José Joaquín Abril Barrie (Jaén, 30 de julio de 1975), popularmente conocido como Jota Abril es un presentador de televisión, radio y eventos español. Es miembro de la Junta Directiva de la Academia de Televisión.

## Biografía
Nacido en la ciudad andaluza de Jaén, el 30 de julio de 1975. Estudió Ciencias de la información en la Universidad CEU San Pablo (CEU-USP). Estudios que compaginó con su trabajo de RRPP en numerosos locales de moda de la noche de Madrid. Comenzó su carrera profesional en el mundo del periodismo, como redactor en la Gaceta Universitaria y haciendo colaboraciones en la emisora de radio Onda Mini. También fue redactor en el periódico Ecos Universitarios, perteneciente a la Universidad de Jaén. 
Seguidamente y después de ser alumno del curso, trabajó en la dirección del departamento musical de la emisora Onda IMEFE —la radio del Ayuntamiento de Madrid—, como monitor y locutor de programas. Después realizó distintos programas de radio y la Ruta Quetzal de Miguel de la Quadra Salcedo en 1991 cuando se llamaba Aventura´92. Más tarde, pasó a presentar en la cadena de televisión Telecinco, el programa Desafío G4.
También lleva desde 2001 presentando todo tipo de eventos —deportivos, ruedas de prensa, entregas de premios o congresuales, etcétera— de los que hace referencia en su web profesional. Cabe destacar que durante los meses de agosto y septiembre, presentó en La Sexta el programa La mejor jugada en el Sport Center del Campeonato Mundial de Baloncesto de 2006 que tuvo lugar en Japón.
Desde octubre de 2006 hasta junio de 2007, presentó en Canal Sur Televisión Expreso Noche (Redacción 7). 
En julio de 2008 fichó por Telemadrid para conducir el programa matinal Buenos días, Madrid. Desde septiembre de 2011 hasta julio de 2014 presentó el  Telenoticias 1 de la cadena autonómica. También en Telemadrid presentó en varias ocasiones las Campanadas de fin de año. Lo hizo junto a José Toledo, Sonia Ferrer, Cristina Ortega y Yolanda Maniega.
Desde 2014 a 2018 fue copresentador de La mañana de La 1 de Televisión Española, primero con Mariló Montero y después con María Casado Paredes.
En marzo de 2015 comenzó a presentar La Alfombra Roja Palace junto a Berta Collado en La 1, pero el programa acabó siendo retirado a las cuatro semanas debido a sus desastrosas audiencias.
El 27 de noviembre de 2015, presentó la gala especial Enciende tu Navidad en La 1, en directo desde la Plaza Mayor de Madrid junto a Ramón García y Elisa Mouliaá, para iniciar la época navideña.
El día 29 de abril fue elegido nuevo portavoz de las puntuaciones que España dio en el Festival de la Canción de Eurovisión 2016.
El 16 de octubre de 2014, fue el pregonero de las Fiestas de San Lucas de su ciudad natal, Jaén. También lo ha sido del barrio madrileño de Usera (2010), de Las Rozas de Madrid (2018), Las Matas (Madrid) y de Consuegra en Toledo (2009).
Desde finales de 2019 a 2020 ha presentado el prime time de los sábados en Canal Sur con Mi gran noche. También presenta eventos de empresa y ha realizado durante tres años entrevistas musicales en el suplemento Corazón TVE de Vocento.
En 2019 colaboró en Aquellos maravillosos años, presentado por Toñi Moreno para Telemadrid y copresentó junto a Berta Collado Se acabó lo que se daba también en la autonómica madrileña. 
Durante el verano de 2020 se incorporó al equipo de Espejo público donde renovó para la temporada completa 20/21.
Ha tenido un varias experiencias como doblador de películas de animación. En la versión española de Luis and the aliens interpreta al protagonista cómico, Wabo . En The Son of Bigfoot al oso Wilbur 
Creó un programa en la red social Twitch, bajo el usuario JotaAbril, llamado ¡Al Lío!, en el que entrevista a distintos personajes de diversos oficios, especialmente relacionados con el mundo musical y de la comunicación. 
En televisión, también ha presentado el programa de entrevistas Uno de tres millones producido por Blondloyal en Telemadrid
El 18 de octubre de 2021 estrenó Disfruta Madrid, programa vespertino que presenta con Minerva Piquero, los fines de semana. Desde el 4 de septiembre de 2023, el programa pasa a ser de lunes a viernes y se suma como copresentadora, María Gracia. 
Actualmente presenta el morning radiofónico Parece Mentira en Melodía FM del grupo Atresmedia y en Telemadrid, presenta el programa de Disfruta Madrid que cambia su denominación en función de la estación del año en la que esté. (Invierno, primavera, verano u otoño)  producido por Europroducciones 

## Premios
- Premio Iris 2023 Mejor Presentador Autonómico

## Trayectoria televisiva y más

### Programas de televisión
| Año             | Título                     | Cadena     | Notas                       |
| --------------- | -------------------------- | ---------- | --------------------------- |
| 2008 – 2011     | Buenos días, Madrid        | Telemadrid | Presentador                 |
| 2011 – 2014     | Telenoticias 1             | Telemadrid | Presentador                 |
| 2014 – 2018     | La mañana                  | La 1       | Presentador                 |
| 2015            | La Alfombra Roja Palace    | La 1       | Presentador                 |
| 2019            | Aquellos maravillosos años | Telemadrid | Colaborador                 |
| 2019            | Se acabó lo que se daba    | Telemadrid | Presentador                 |
| 2019 – 2020     | Mi gran noche              | Canal Sur  | Presentador                 |
| 2020 – 2022     | Espejo público             | Antena 3   | Copresentador y colaborador |
| 2021            | Cuatro al día              | Cuatro     | Colaborador                 |
| 2022            | Uno de tres millones       | Telemadrid | Presentador                 |
| 2022 - presente | Disfruta Madrid            | Telemadrid | Presentador                 |

### Programas de radio
| Año             | Título         | Cadena     | Notas       |
| --------------- | -------------- | ---------- | ----------- |
| 2021 – presente | Parece mentira | Melodía FM | Presentador |
| 2001 – 2003     | MegaFlaix      | Flaix FM   | Presentador |

### Doblador de películas
| Año  | Título             | Personaje   | Productora        |
| ---- | ------------------ | ----------- | ----------------- |
| 2018 | The son of bigfoot | Oso Wilburg | Flins & Piniculas |

| Año  | Título              | Personaje   | Productora        |
| ---- | ------------------- | ----------- | ----------------- |
| 2018 | Luis and the aliens | Wabbo Alien | Flins & Piniculas |